# Ian Stannard
Ian Stannard (Chelmsford, Essex, 25 de maig de 1987) és un ciclista anglès, professional des del 2008 fins al 2020. En el seu palmarès destaca el Campionat del Regne Unit en ruta de 2012 i l'Omloop Het Nieuwsblad de 2014 i 2015.

## Palmarès en pista
- 2005
  -  Campió d'Europa júnior en Persecució per equips (amb Ross Sander, Andrew Tennant i Steven Burke)
- 2006
  -  Campió d'Europa sub-23 en Persecució per equips (amb Geraint Thomas, Andrew Tennant i Edward Clancy)

## Palmarès en carretera
- 2005
  - 1r al Gran Premi Bati-Metallo
  - 1r al Tour al País de Vaud i vencedor d'una etapa
- 2007
  - 1r a la Milà-Busseto
- 2011
  - Vencedor d'una etapa de la Volta a Àustria
- 2012
  -  Campió del Regne Unit en ruta
- 2014
  - 1r a l'Omloop Het Nieuwsblad
- 2015
  - 1r a l'Omloop Het Nieuwsblad
- 2016
  - Vencedor d'una etapa a la Volta a la Gran Bretanya
- 2017
  - Vencedor d'una etapa al Herald Sun Tour
- 2018
  - Vencedor d'una etapa a la Volta a la Gran Bretanya

### Resultats al Giro d'Itàlia
- 2009. 160è de la classificació general
- 2012. 132è de la classificació general

### Resultats a la Volta a Espanya
- 2010. No surt (8a etapa)[2]
- 2011. 128è de la classificació general
- 2012. 111è de la classificació general
- 2017. 148è de la classificació general
- 2019. 106è de la classificació general

### Resultats al Tour de França
- 2013. 135è de la classificació general
- 2015. 128è de la classificació general
- 2016. 161è de la classificació general